# Corydalis sikkimensis
Corydalis sikkimensis là một loài thực vật có hoa trong họ Anh túc. Loài này được (Prain) Fedde mô tả khoa học đầu tiên năm 1921.